# Coluche : L'Histoire d'un mec
Pour plus de détails, voir Fiche technique et Distribution.
Coluche : L'Histoire d'un mec est une comédie dramatique française réalisée par Antoine de Caunes et sortie en 2008.
Le titre du film fait référence à celui d'un célèbre sketch de Coluche, C'est l'histoire d'un mec (1974).

## Synopsis
En 1980, l'humoriste Coluche, alors au sommet de sa gloire, décide comme une provocation d'annoncer sa candidature à l'élection présidentielle de 1981. Simple farce ? La nouvelle agite très vite le pays entier et prend rapidement de l'ampleur.

## Fiche technique
- Titre : Coluche : L'Histoire d'un mec
- Réalisation : Antoine de Caunes
- Scénario : Diastème et Antoine de Caunes, d'après la biographie Coluche de Philippe Boggio et Coluche, roi du cœur de Jean-Michel Vaguelsy
- Musique : Ramon Pipin
- Décors : Alain Veissier
- Costumes : Bernadette Strassmann et Agnès Falque
- Photographie : Julien Hirsch
- Montage : Christophe Pinel
- Production : Thomas Anargyros et Édouard de Vésinne
- Société de distribution : Mars Distribution
- Pays de production :  France
- Langue originale : français
- Budget : 9 000 000 €
- Format : couleur  - 35 mm - 2,20:1 (CinemaScope) - Dolby SRD DTS
- Genre : comédie dramatique, biographique
- Durée : 98 minutes
- Dates de sortie [1]
  - Belgique et France : 15 octobre 2008 (cinéma) ; 15 avril 2009 (DVD)

## Distribution
- François-Xavier Demaison : Michel Colucci alias « Coluche »
- Léa Drucker : Véronique Colucci
- Olivier Gourmet : Jacques Betruger (alter ego de Paul Lederman)
- Laurent Bateau : Jean-Paul (alter ego de Jean-Michel Vaguelsy)
- Jean-Pierre Martins : Romain Goupil
- Alexandre Astier : Jean-Marc Reiser
- Denis Podalydès : Jacques Attali
- Valérie Crouzet : Laurence
- Serge Riaboukine : Éric
- Éric Defosse : Maurice Najman
- Bernadette Le Saché : Monette
- Gil Galliot : le professeur Choron
- Frédéric Pellegeay : l'agent des RG
- Albert Dray : René
- Emma de Caunes : une infirmière (non créditée au générique)
- Daphné Roulier : la journaliste d'Antenne 2
- Arnaud Gidoin : le photographe de Lui
- Alexis Hénon : Paul Archambaut
- François Rollin : Gérard Nicoud
- Arsène Mosca : Mustapha Joumblatt
- Michèle Garcia : la femme exaltée
- Stéphan Wojtowicz : le ministre de l'Intérieur
- Patrick Robine : René Fallet
- Grégoire Bonnet : un journaliste
- Bernie Bonvoisin : Jean-Claude (coupé au montage)
- Guillaume Bouchède : le candidat travesti
- Éric Bougnon : un motard
- Luc-Antoine Diquéro : Félix
- Cyril Couton : Joël
- Frédéric Épaud : Aldo
- Jeanne Ferron : la femme chômeuse
- Éric Herson-Macarel : l'inspecteur de la Police judiciaire
- Gérard Lecaillon : le journaliste de TF1
- Claire Magnin : la gardienne dans la rue
- Vincent Nemeth : le directeur d'Antenne 2
- Jean-Luc Porraz : Renneman
- Frédéric Proust : Brice Lalonde
- Patrice Pujol : un intellectuel
- Denis Sebbah : Pierrot (Pierre Bénichou[2])
- Oliver Cywie, Thomas Kluth et Nathan Alexis Slota : les enfants au foot

## Production

### Genèse et développement
Le scénario était à l'origine une idée du journaliste Diastème. Il fut transmis à Antoine de Caunes par les producteurs Édouard de Vésinne et Thomas Anargyros. Il s'agissait au départ d'un film biographique centré sur les 20 dernières années de la vie de l'humoriste. Mais Antoine de Caunes décide, avec Diastème, de réécrire le scénario et de se concentrer sur l'élection présidentielle de 1981.

### Attribution des rôles
Pour interpréter Coluche, François-Xavier Demaison a dû prendre 14 kilos ainsi que travailler son jeu d'acteur avec Julie Vilmont et sa voix avec Daniel Lucarini.
Antoine de Caunes a offert des petits rôles à sa fille Emma de Caunes et à sa compagne Daphné Roulier. Emma de Caunes apparaît brièvement dans un travelling montrant différents téléspectateurs du journal télévisé, alors que Daphné Roulier joue la présentatrice du JT d'Antenne 2.
Le chanteur de Trust, Bernie Bonvoisin, apparaît dans une scène coupée au montage. Il joue un militant prenant à partie Coluche.

### Musique
Pour « coller » davantage à l'époque, le réalisateur a confié la bande originale à Ramon Pipin, membre des groupes Au bonheur des dames puis Odeurs. Ramon Pipin avait déjà travaillé avec Coluche et était l'un de ses proches amis. Dans le film, un certain Ramon laisse d'ailleurs un message sur le répondeur de Coluche, lui disant qu'il lui a mis de côté deux places pour un concert.

### Polémique
Le 9 octobre 2008, le producteur Paul Lederman engage une procédure en référé à propos du sous-titre « l'histoire d'un mec », dont il se dit propriétaire en tant qu'ayant droit de tous les sketches de Coluche. Il réclame donc la modification du sous-titre (dans les affiches et le générique du film) et 150 000 euros de dommages,. Il est débouté de sa demande le 14 octobre 2008 : le film sort comme prévu sans changement de titre. Par ailleurs, dans le film, Lederman est incarné par Olivier Gourmet, mais son nom a été modifié car il ne voulait pas y être mentionné.

## Sortie et accueil
| Semaine | Semaine                       | Rang | Entrées | Cumul           | Salles | no 1 du box-office hebdomadaire |
| ------- | ----------------------------- | ---- | ------- | --------------- | ------ | ------------------------------- |
| 1       | 15 octobre au 21 octobre 2008 | 3e   | 294 041 | 294 041 entrées | 481    | Vicky Cristina Barcelona        |
| 2       | 22 octobre au 28 octobre 2008 | 7e   | 167 182 | 461 223 entrées | 481    | Mesrine : l'instinct de mort    |

## Analyse

### Incohérences et anachronismes
- Dans une scène se déroulant à l'automne 1980, le journal télévisé annonce la visite en France du Premier ministre Britannique James Callaghan. Or, à l'époque, ce dernier avait été remplacé depuis plus d'un an par Margaret Thatcher.
- Une scène du film nous apprend, peu après la rencontre de Coluche avec Gérard Nicoud, que ce dernier a été « viré de son mouvement ». Toutefois, s'il a bel et bien été « viré de son mouvement », Gérard Nicoud est officiellement resté secrétaire général de la CIDUNATI jusqu'en 1984.
- La scène dans laquelle Coluche écoute un matin l'annonce de la mort de John Lennon à la radio, est datée du 8 décembre 1980, or cela est tout à fait impossible. En effet, John Lennon a été assassiné le 8 décembre 1980 vers 22 h 50 à New York, et avec le décalage horaire, les médias français ne l'ont annoncée que le 9 décembre 1980.
- Pour Coluche, sa candidature à l'élection présidentielle de 1981 n'était pas un événement marquant de sa vie : les ruptures étaient plutôt à trouver dans son divorce, et à partir du suicide de Patrick Dewaere en 1982 .